# Luis Isidro Bravo
Luis Isidro Bravo (nacido en Santa Fe el 17 de marzo de 1927 - ?) es un exfutbolista argentino. Se desempeñaba como delantero y su primer club fue Rosario Central.

## Carrera
Su debut con la casaca de Rosario Central se produjo el 20 de junio de 1945, en el encuentro que el conjunto canalla cayó derrotado por Ferro Carril Oeste 2-1 por la Copa Británica. 
Volvió a tener participación en el primer equipo al año siguiente, disputando tres encuentros del Campeonato de Primera División y marcando dos goles. Para 1948 se había afirmado en la titularidad; sumado a los números del año siguiente, acumuló casi medio centenar de partidos. Fue transferido a Huracán en 1950 por $300.000. Su actuación en Central se resume estadísticamente en 57 presencias y 23 goles. Marcó cinco tantos por clásicos rosarinos: el 4 de abril de 1948, dos goles por la Copa Británica; por el Campeonato de Primera División 1949, dos en la derrota de su equipo 3-2 el 20 de abril y uno en el empate en dos del 28 de agosto.

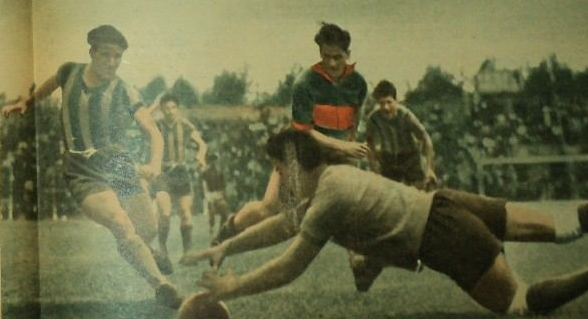
Luis Bravo, en Rosario Central, disputa el balón con el arquero de Tigre Villafañe, en un cotejo de 1948.

Con el cuadro quemero tuvo regular participación en la alineación titular; tras dos temporadas, pasó a River Plate, con un saldo de 38 partidos y 11 tantos defendiendo la camiseta del Globo.
Su actuación en River Plate se circunscribió a sólo cinco partidos durante el Campeonato de Primera División 1952; aun así, obtuvo el título de campeón con el equipo de Núñez.
Prosiguió su carrera en Atlanta, por entonces disputando el Campeonato de Primera B, segundo nivel en el fútbol argentino de la época. Quedó a las puertas del ascenso en 1954, al conseguir el subcampeonato; en la temporada 1956 el cuadro bohemio se alzó con el título de la divisional y logró retornar al círculo máximo. Luego de jugar una temporada en Primera, Bravo dejó Villa Crespo con 100 presencias y 51 goles marcados con la casaca de Atlanta.
Su última actuación en el fútbol profesional fue defendiendo los colores de Los Andes, en el Campeonato de Primera B de 1958.

## Clubes
| Club            | País      | Año       | PJ  | Goles |
| --------------- | --------- | --------- | --- | ----- |
| Rosario Central | Argentina | 1945-1949 | 57  | 23    |
| Huracán         | Argentina | 1950-1951 | 38  | 11    |
| River Plate     | Argentina | 1952      | 5   | 0     |
| Atlanta         | Argentina | 1953-1957 | 100 | 51    |
| Los Andes       | Argentina | 1958      | 6   | 3     |

## Palmarés
| Equipo      | País      | Título           | Año  |
| ----------- | --------- | ---------------- | ---- |
| River Plate | Argentina | Primera División | 1952 |
| Atlanta     | Argentina | Primera B        | 1956 |